# Бастаји (Кнежево)
Бастаји су насељено мјесто у општини Кнежево, Република Српска, БиХ. Према попису становништва из 1991. у насељу је живјело 672 становника.

## Становништво
По посљедњем службеном попису становништва из 1991. године, насељено мјесто Бастаји имало је 672 становника.
| Националност       | 1991.        | 1981. | 1971. |
| Срби               | 671 (99,85%) |       |       |
| остали и непознато | 1 (0,15%)    |       |       |
| Укупно             | 672          | '     | '     |

| Демографија | Демографија | Демографија |
| Година      | Становника  | Становника  |
| ----------- | ----------- | ----------- |
| 1961.       | 698         |             |
| 1971.       | 879         |             |
| 1981.       | 905         |             |
| 1991.       | 669         |             |